# Гиппокл
Гиппокл (др.-греч. Ἵπποκλος) — тиран Лампсака в конце VI века до н. э.
По мнению Г. Берве, Гиппокл стал правителем в Лампсаке около 516 года до н. э., либо завоевав город, либо получив его от персидского царя Дария I. Исторические источники, повествуя о более ранних событиях в истории города, связанных с борьбой с Мильтиадом Старшим и Стесагором, упоминают только лампсакийцев, но не их тиранов.
Во время предпринятого Дарием в 513 году до н. э. похода против скифов Гиппокл вместе с другими греческими тиранами охранял мост через Дунай. Как и остальные тираны, за исключением Мильтиада, он, узнав от скифов о затруднениях ахеменидского войска, согласился с мнением Гистиея из Милета, что им следует дождаться Дария, так как они правят в своих городах благодаря персам.
По свидетельству Фукидида, Гиппокл пользовался большим уважением у Дария. Афинский тиран Гиппий после покушения на свою жизнь в 514 году до н. э. стал искать за пределами Аттики возможное верное убежище для себя в случае переворота. Он выдал свою дочь Архедику замуж за Эантида. По версии П. Юра, которую разделила и О. Ю. Владимирская, Гиппий пытался обеспечить для Афин контроль за обеими сторонами Геллеспонта. Х. Т. Уейд-Джери посчитал этот шаг проявлением разрыва отношений с Мильтиадом Младшим.
Как отмечал Г. Берве, Эантид мог наследовать отцу через несколько лет. Во всяком случае, по замечанию немецкого антиковеда, именно Эантид около 501 года до н. э. принял своего тестя после его низложения. Во время Ионийского восстания тирания в Лампсаке была свергнута. Однако вскоре, примерно в 497—496 годах до н. э., город был захвачен персидским военачальником Даврисом. Исторические источники не сообщают об этом, но тирания в Лампсаке могла быть восстановлена и просуществовать вплоть до 478 года до н. э. Э. В. Рунг, опиравшийся на содержание приписываемой Симониду Кеосскому эпитафии Архедики, также указывал, что внуки Гиппокла могли оставаться правителями города.